# ヴァジル・ビリャーク
ヴァジル・ビリャーク（Vasiľ Biľak, 1917年8月11日 - 2014年2月6日）は、チェコスロバキアの政治家。スロバキア共産党第一書記（1968年）。1968年の「プラハの春」で改革に反対し、ソ連の介入を要請した。

## 来歴
ハンガリー王国シャリシュ県（現・スロバキア共和国プレショウ県）スヴィドニーク郡クライナー・ビストラー村生まれのルシン人。入党前は洋服の仕立て職人だった。1955年から1968年までおよび1969年から1971年までスロバキア共産党中央委員会委員で、1954年から1989年までチェコスロバキア共産党中央委員会委員を歴任した。この間、1962年から1968年まで同党書記を務め、1968年1月、チェコスロバキア共産党第一書記に選出されたアレクサンジェル・ドゥプチェクの後任としてスロバキア共産党第一書記に就任し、同年4月から1988年12月までチェコスロバキア共産党幹部会メンバーも務めた。1960年からチェコスロバキア国民議会議員、1969年から連邦議会議員を務めた。
1968年の「プラハの春」では、改革に懸念を抱く保守派に属し、ワルシャワ条約機構軍が8月に行ったチェコスロバキアへの軍事介入を要請する書簡に署名した一人で、その後の「正常化」路線を積極的に進め、「署名者の一人」と呼ばれた。軍事介入後の1968年11月、チェコスロバキア共産党中央委員会書記となり、共産党政権崩壊時まで国の外交政策とイデオロギー政策に影響力を行使した。 
1989年のビロード革命にともなう政権崩壊で、同年12月にチェコスロバキア共産党およびスロバキア共産党を除名され政界を追放された。当時スロバキア共産党の若手政治家だったヨゼフ・シェウツが持つブラチスラヴァ旧市街区チムラヴィナ通りの別邸に身を寄せ、2014年に没するまで同所で生活していた。これまでに共産党政権時代の行為について有罪判決を受けたことはない。2011年1月にスロバキア政府の特別検察官は、ビリャークの処罰に重要な証言を行う予定だったチェコ国内の証人の出廷が不可能になったとして、裁判の中止を決めた。